# Adenauerallee (Oberursel)

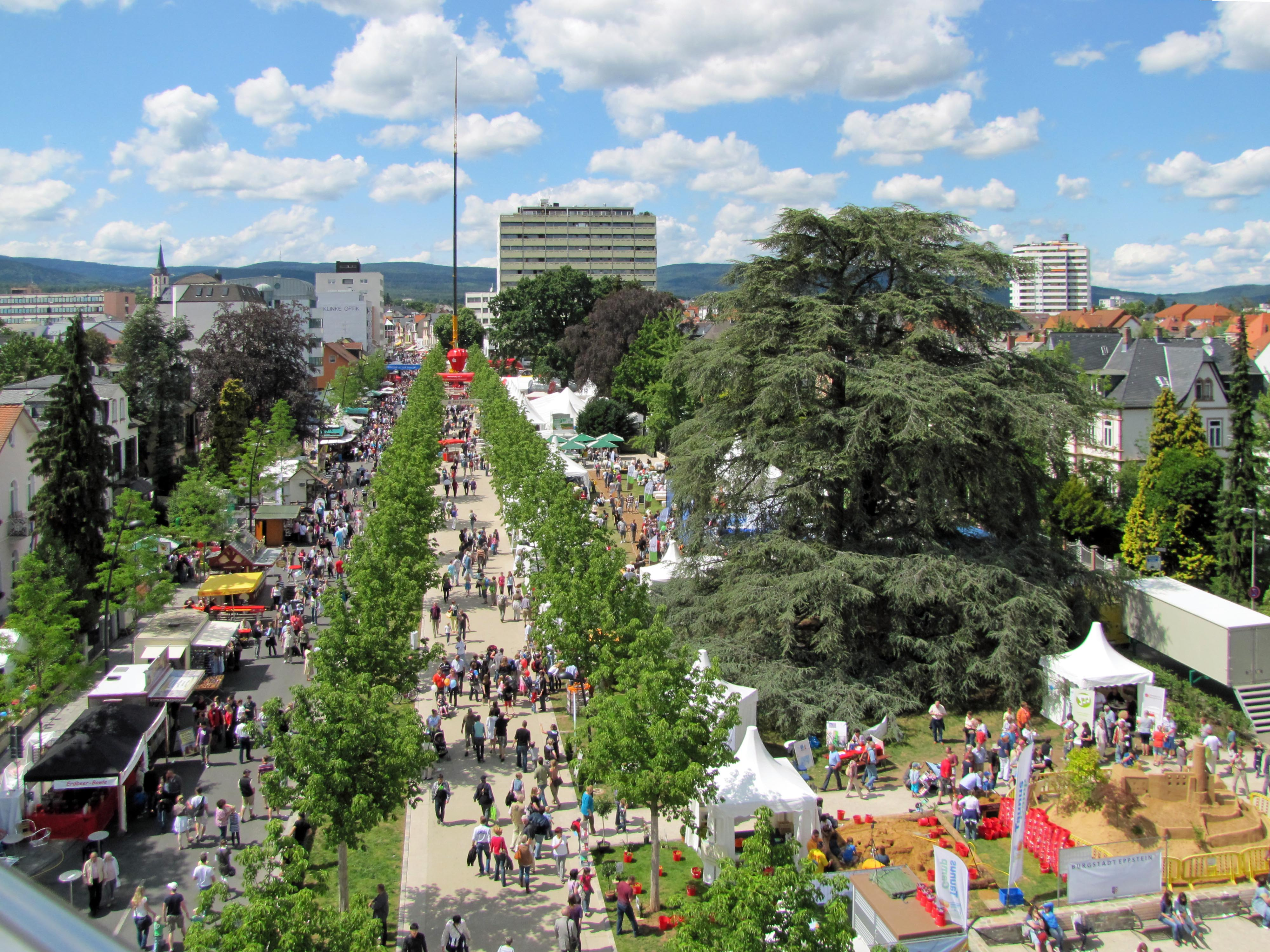
Adenauerallee beim Hessentag 2011

Die Adenauerallee in Oberursel ist eine innerstädtische Allee und weitet sich zu einem Park. Sie ist nach Konrad Adenauer (CDU), dem ersten Bundeskanzler der Bundesrepublik Deutschland benannt.

## Verlauf
Die Adenauerallee beginnt bei der Bärenkreuzung⊙ und führt bis zur Nassauer Straße. Die Fortsetzung der Adenauerallee in Richtung Frankfurt trägt den Namen Frankfurter Landstraße, die Fortsetzung in die Innenstadt ist die Vorstadt, Fußgängerzone und Haupteinkaufsstraße der Stadt. Die Bärenkreuzung hat ihren Namen vom dort früher gelegenen Gasthof zum Bären. Heute erinnert der Bärenbrunnen ⊙ an den Traditionsnamen.
Der Eingang in die Adenauerallee wird durch das City Center geprägt. Das zwölfstöckige Wohn- und Geschäftshaus wurde als Kaufhaus der Mitte erbaut, konnte sich aber am Markt nicht durchsetzen. 2007 wurde das Haus für 3,5 Millionen Euro zwangsversteigert. Die untersten drei Geschosse werden gewerblich genutzt, darüber befinden sich 55 Eigentumswohnungen.
Direkt hinter dem City Center weitet sich die Allee zum Park. Die eigentliche Straße führt für den Autoverkehr in Richtung Bahnhof. Am westlichen Straßenrand befinden sich die Häuser mit geraden Hausnummern. Es handelt sich überwiegend um Gastronomie- und Gewerbeimmobilien. Östlich beginnt die Grünanlage, die an ihrem Rand durch eine Anliegerstraße begrenzt wird, an der die ungeraden Hausnummern liegen. An der Nassauer Straße endet die Allee mit einem Springbrunnen aus dem Jahr 1991 und einem modernen Bienenhaus aus jüngerer Zeit.
Jenseits der Nassauer Straße steht der denkmalgeschützte Bahnhof der Stadt. Die Schienen bilden auch die Grenze zwischen der Adenauerallee und der Frankfurter Landstraße.

## Name
Bereits 1724 wird die Straße als „Allee“ bezeichnet. Offizieller Name war Frankfurter Straße, im Volksmund die Frankfurter Chaussee. 1933 erfolgte die Umbenennung in „Adolf-Hitler-Allee“ und 1945 die Umbenennung in „Allee“. 1967 schließlich erhielt die Straße den heutigen Namen.

## Märkergeding

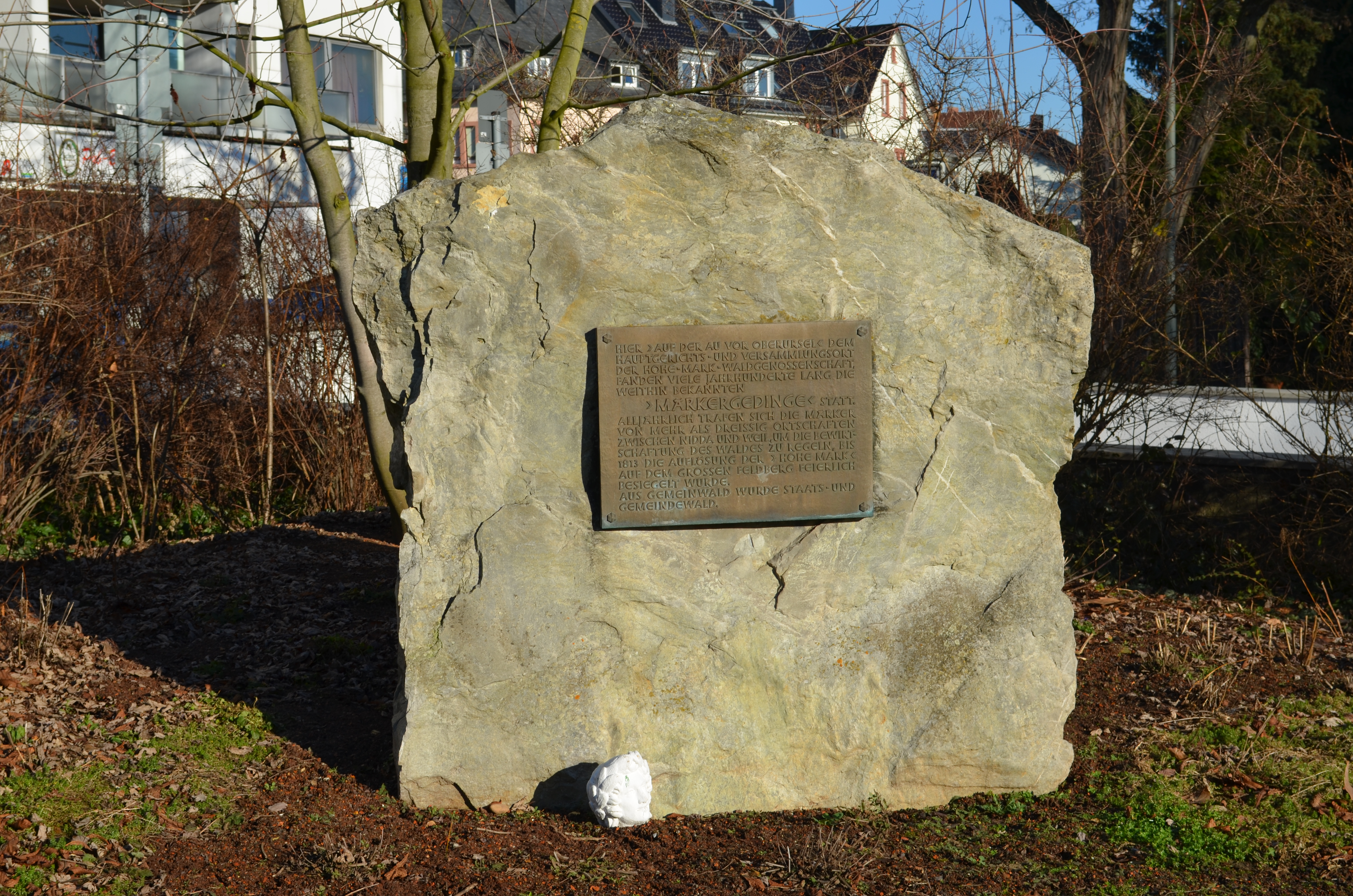
Gedenkstein Märkergeding

Die heutige Adenauerallee lag im Mittelalter deutlich außerhalb der Stadt. Auf dieser Au vor Oberursel fand viele Jahrhunderte lang das Märkergeding der Markgenossenschaft Hohe Mark statt. Es handelte sich um das jährliche Treffen der Vertreter der Gemeinden, die Anteile an der Hohen Mark hatten. Details sind in Hohe Mark (Taunus)#Märkerding beschrieben.
An dieses historische Ereignis erinnert ein Gedenkstein⊙ am Eingang der Grünanlage.

## Skagerrak-Denkmal
Anlässlich der Einweihung des Marine-Ehrenmals Laboe 1936 beschloss die Marine-Kameradschaft Oberursel den Bau eines Denkmals für die Skagerrakschlacht in Oberursel. Dieses wurde 1939 nach Plänen des Oberurseler Bildhauers Paul Dick in der damaligen Adolf-Hitler-Allee (heute: Adenauerallee) errichtet und am 2. Juli 1939 eingeweiht. Die Maße des Denkmals waren 6 mal 9 Meter, das Gewicht des Mittelblocks allein 270 Zentner. Der Freis zeigte die in Bronze gearbeiteten Wappen der in der Schlacht untergegangenen deutschen Schiffe. Vor dem Denkmal war ein Original-Anker, dahinter ein Fahnenmast angebracht. Am 28. August 1945 beauftragte der Bürgermeister von Oberursel den Abbau des Kopfsteins sowie der Bronzen und Hoheitszeichen. Beabsichtigt war, den Sockel in ein Opfer- und Friedensdenkmal zu verwandeln. Hierzu kam es aber nicht. Der Sockel verfiel und wurde später abgerissen. 1965 errichtete die Marinekameradschaft stattdessen das Denkmal „Opfer der Marine“ auf dem Alten Friedhof.

## Sehenswürdigkeiten

### Skulptur Ikarus

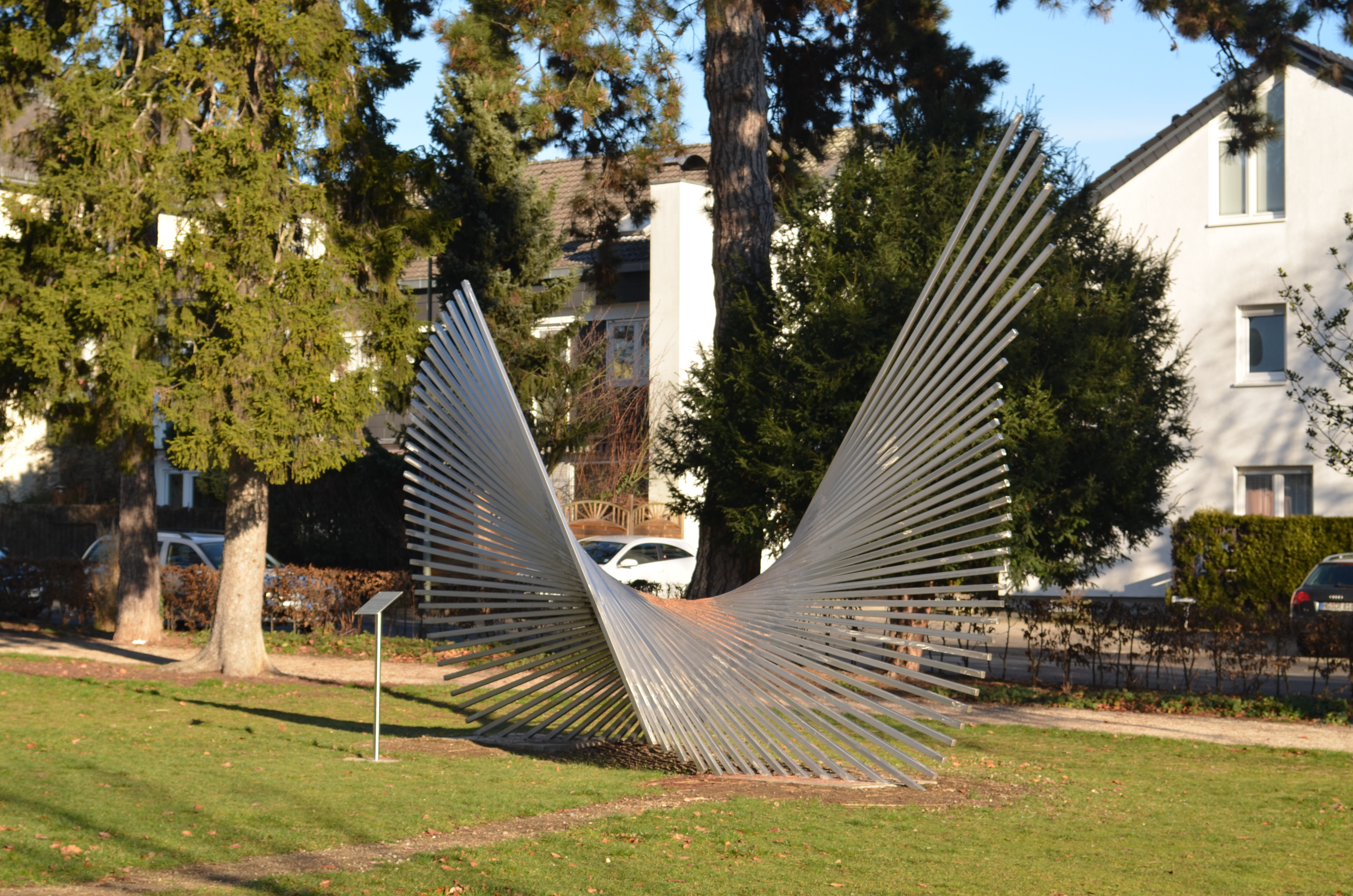
Ikarus

Die Skulptur Ikarus ⊙ von Angelina Androvic Gradisnik wurde 1988 geschaffen und am Haupteingang von Aero Lloyd in Oberursel in der Lessingstraße 7–9 aufgestellt. Auftraggeber war der Gründer von Aero Lloyd und Ehemann der Künstlerin, Boromir Gradisnik. Die 47 Edelstahlstangen symbolisieren die 47 Zielorte, die von der Fluggesellschaft angeflogen wurden. Die Skulptur hat die Maße 480×480×210 cm und ist inspiriert von der Skulptur Lebenskraft, der vor dem Mainzer Rathaus steht. Nach dem Ende von Aero Lloyd wurde die Skulptur 2012 von Privatleuten erworben und der Stadt Oberursel als Dauerleihgabe zur Verfügung gestellt.

### Kriegerdenkmal und Friedenseiche

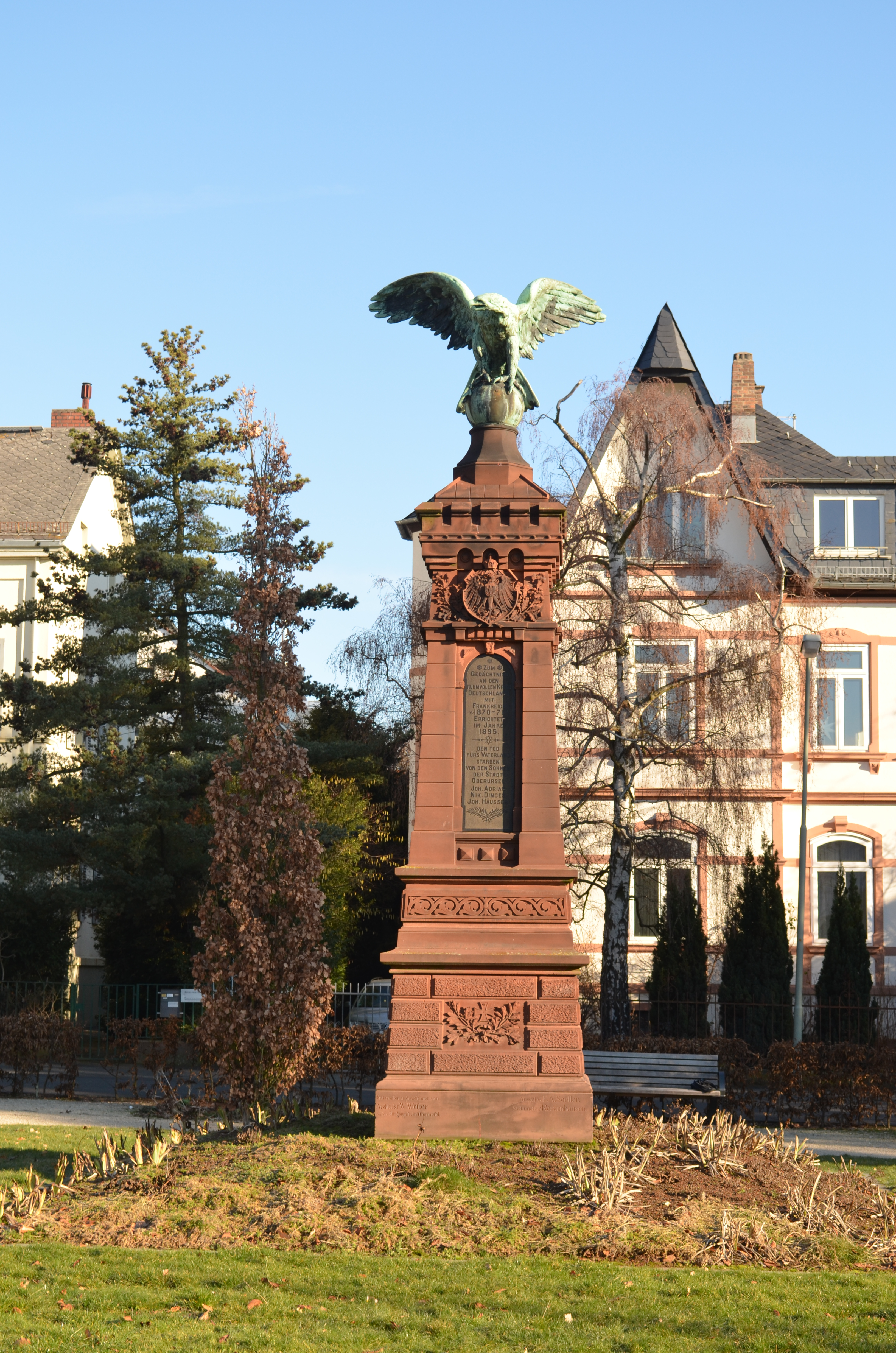
Kriegerdenkmal 1870/71

Den südlichen Teil der Anlage prägt das Kriegerdenkmal⊙ für die Kombattanten im Deutsch-Französischen Krieges 1870/71. Das Denkmal besteht aus einer Säule aus roten Mainsandstein, die von einer Kupferkugel mit einem darauf sitzenden Adler bekrönt wird. Die Vorderseite des 1895 eingeweihten Denkmals trägt folgende Widmung:

„Zum Gedächtnis an den ruhmvollen Krieg Deutschlands mit Frankreich 1870/71. Errichtet im Jahre 1895.“

Auf den Seiten sind die Namen der Kombattanten des Krieges aus Oberursel aufgeführt.
Der große Baum gegenüber der Gaststätte Alemania mit dem Schild „Naturdenkmal“ ist die sogenannte Friedenseiche. Sie soll ebenfalls an die Opfer der Kriege mahnen. Neben der Friedenseiche ist auch die Atlas-Zeder am Kopfende des Parks als Naturdenkmal ausgezeichnet. Sie wurde zur Goldenen Hochzeit von Kaiser Wilhelm I. und seiner Gattin Augusta im Jahr 1879 gepflanzt.

### Wegekreuz und Kreuzweg

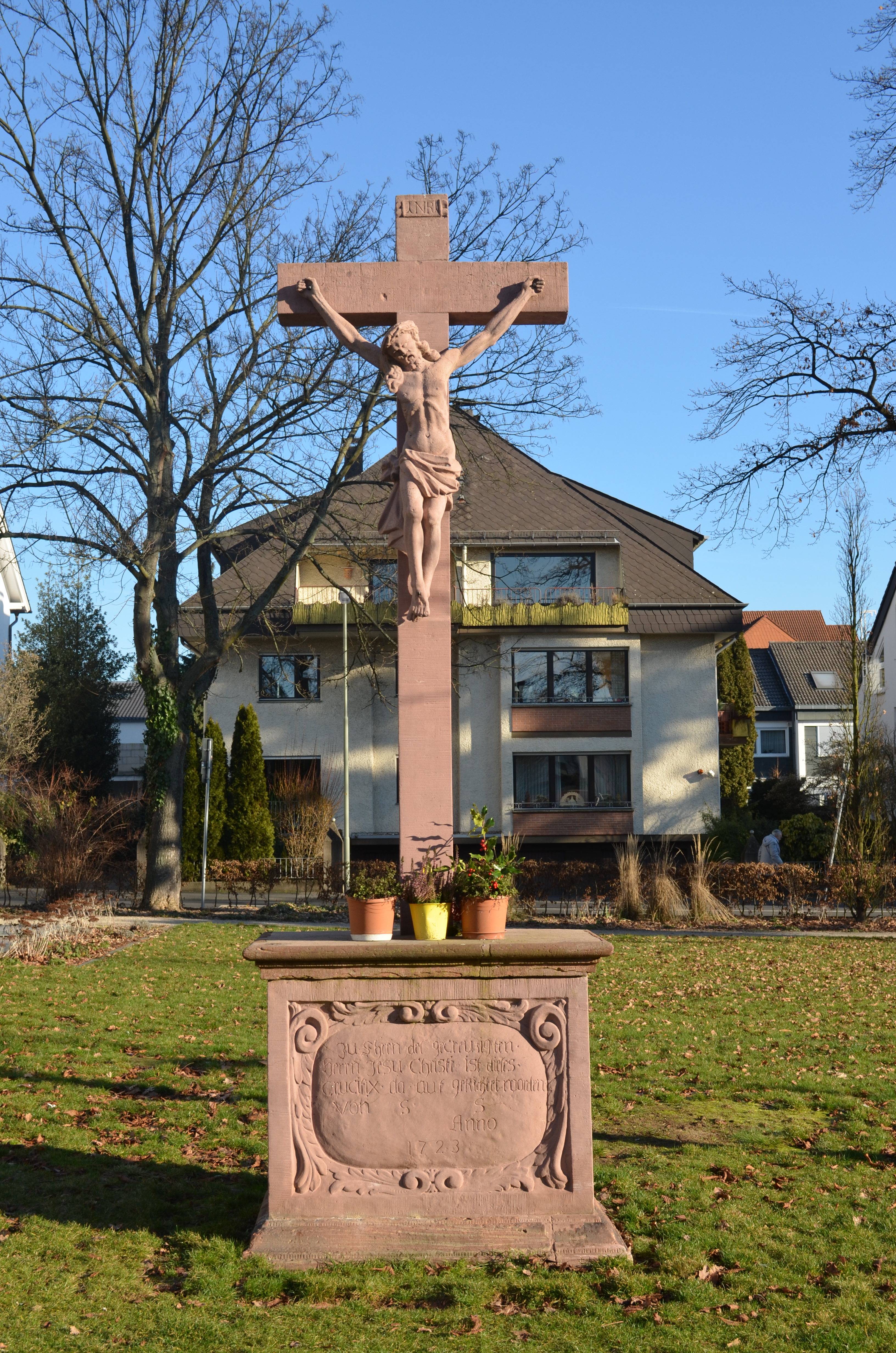
Wegekreuz 1723

Entlang der Adenauerallee und der Frankfurter Landstraße befindet sich die Kreuzallee, ein Weg mit sieben Stationen des Kreuzweges Jesu, die durch eine Stiftung des Vikars Nikolaus Kirsch 1712 entstanden. Den Anfang des Weges bildet ein 1723 errichtetes Kreuz aus rotem Mainsandstein⊙ in der Adenauerallee, das Ziel ist der Alte Friedhof Oberursel⊙ in der Frankfurter Landstraße.

Kreuzwegstationen
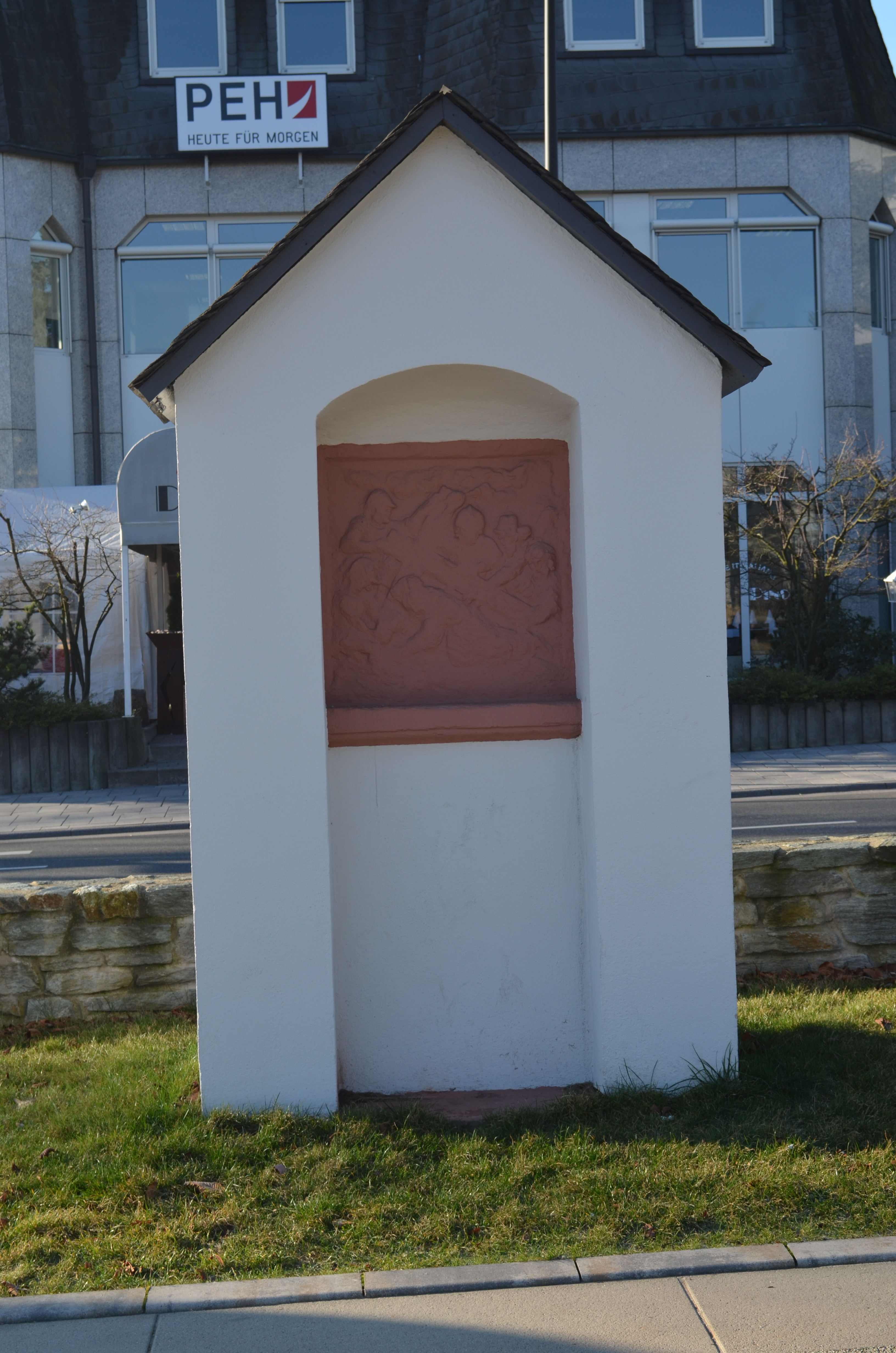
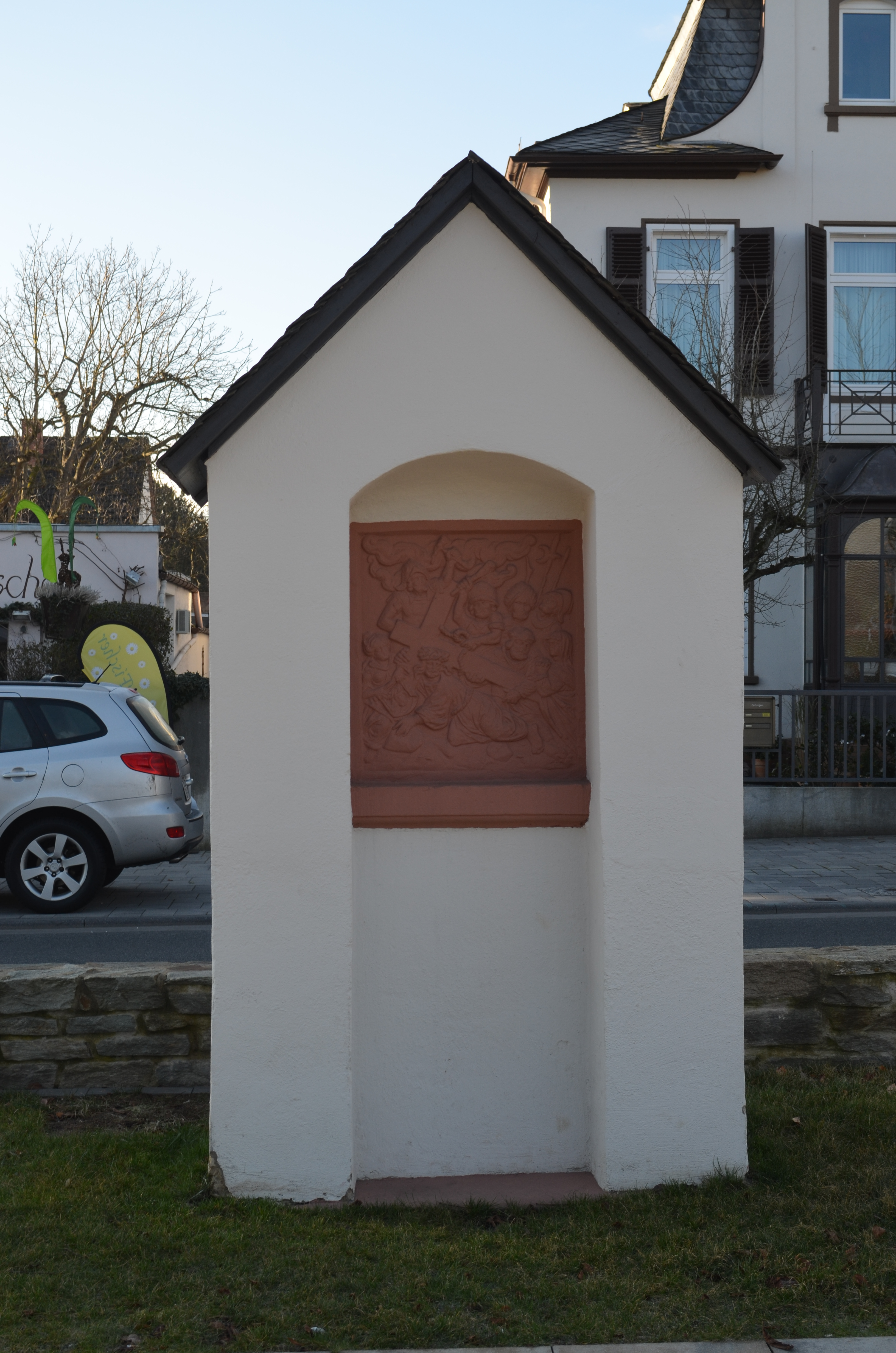
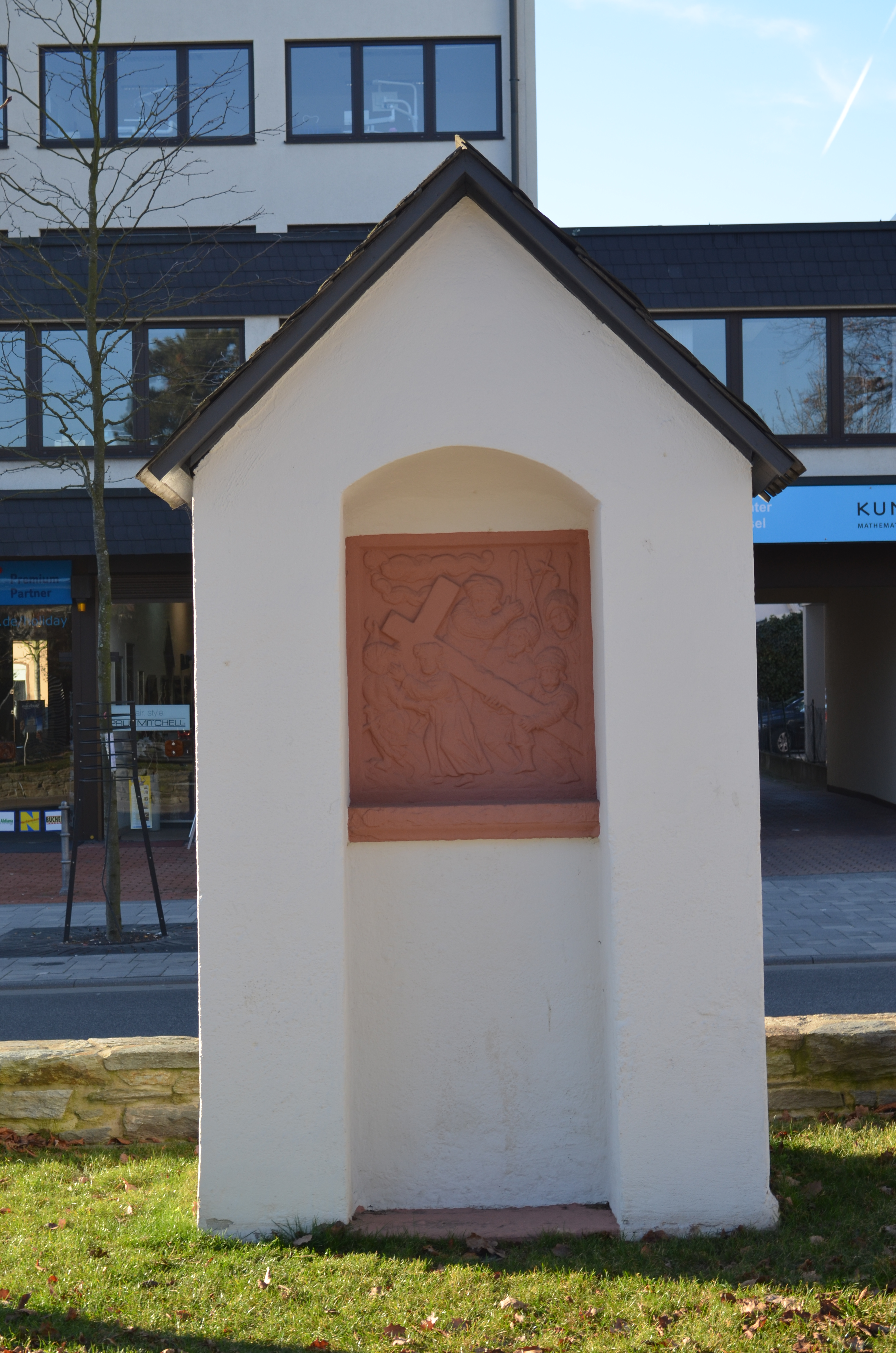
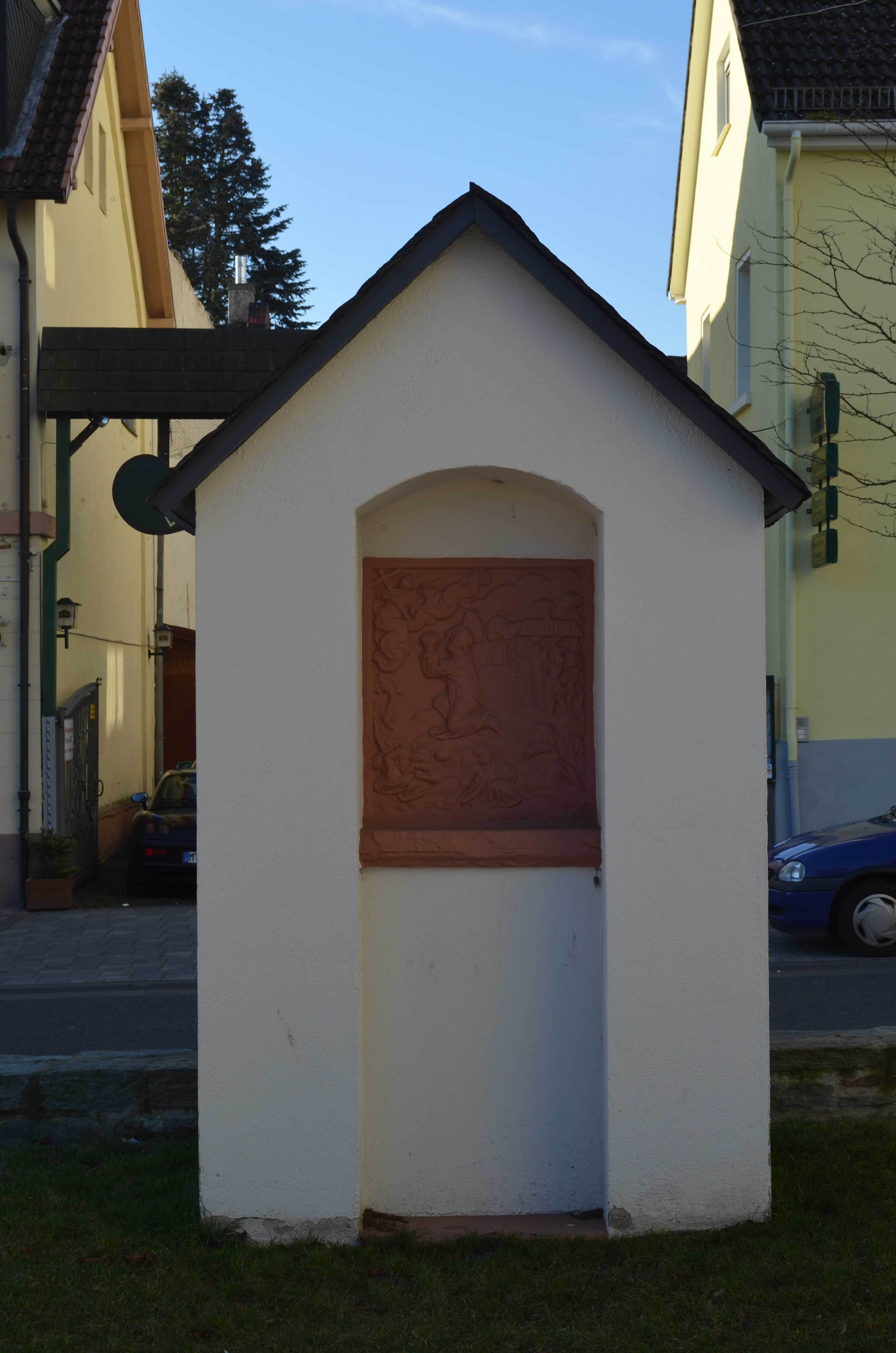
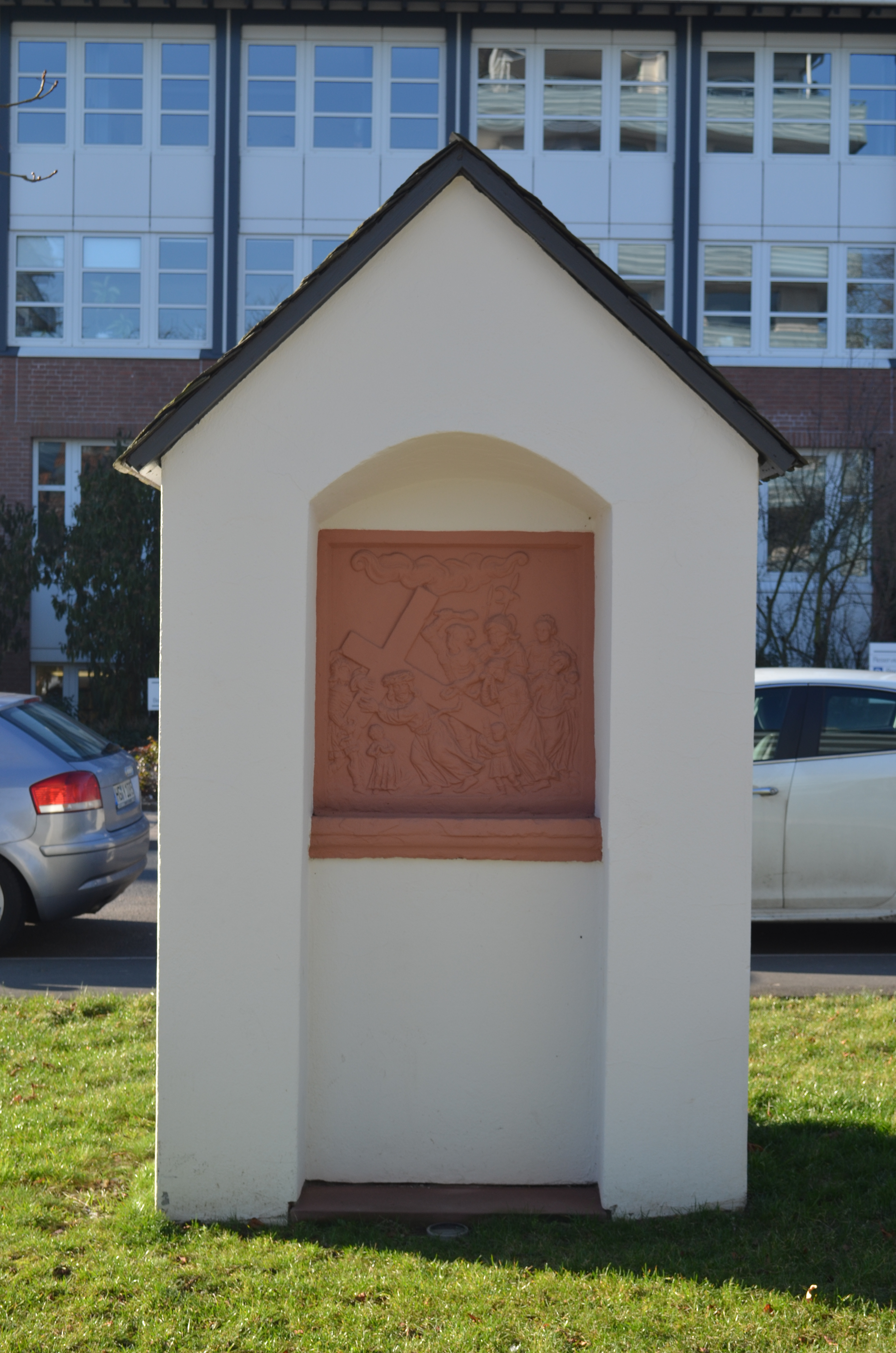
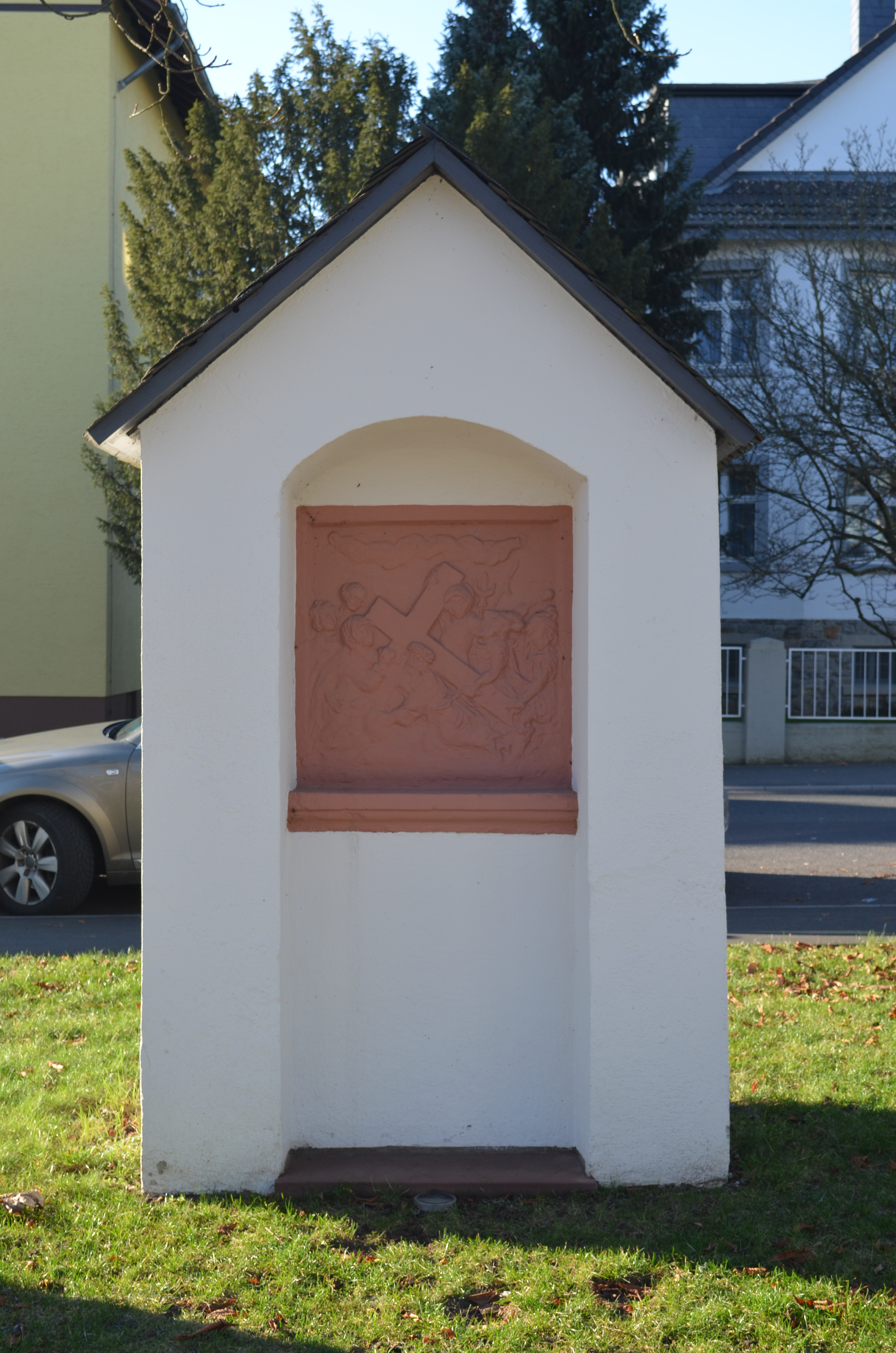
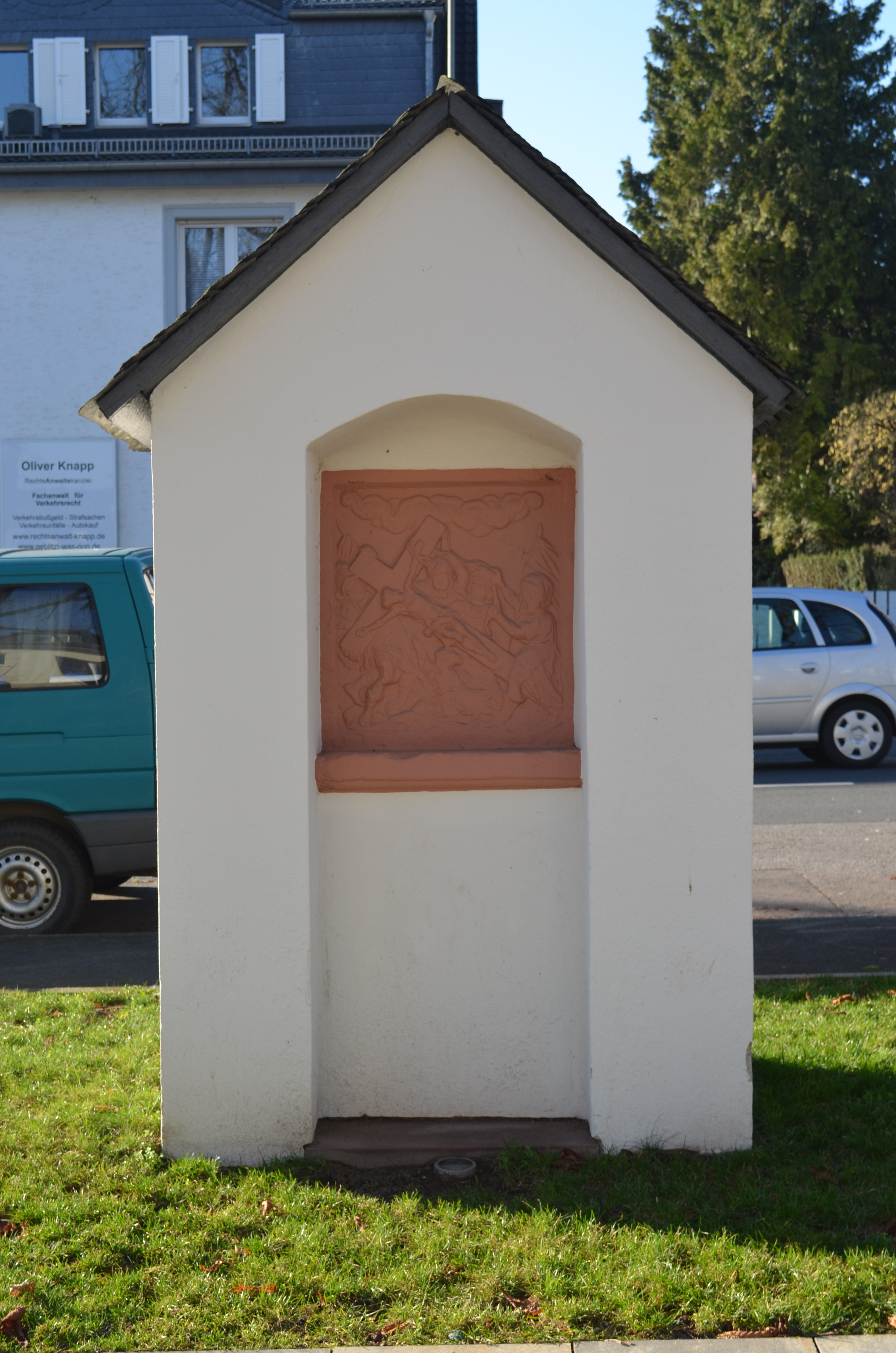

### Denkmalgeschützte Häuser
Die Häuser Adenauerallee 4, 6, 8 und 10 stehen unter Denkmalschutz.

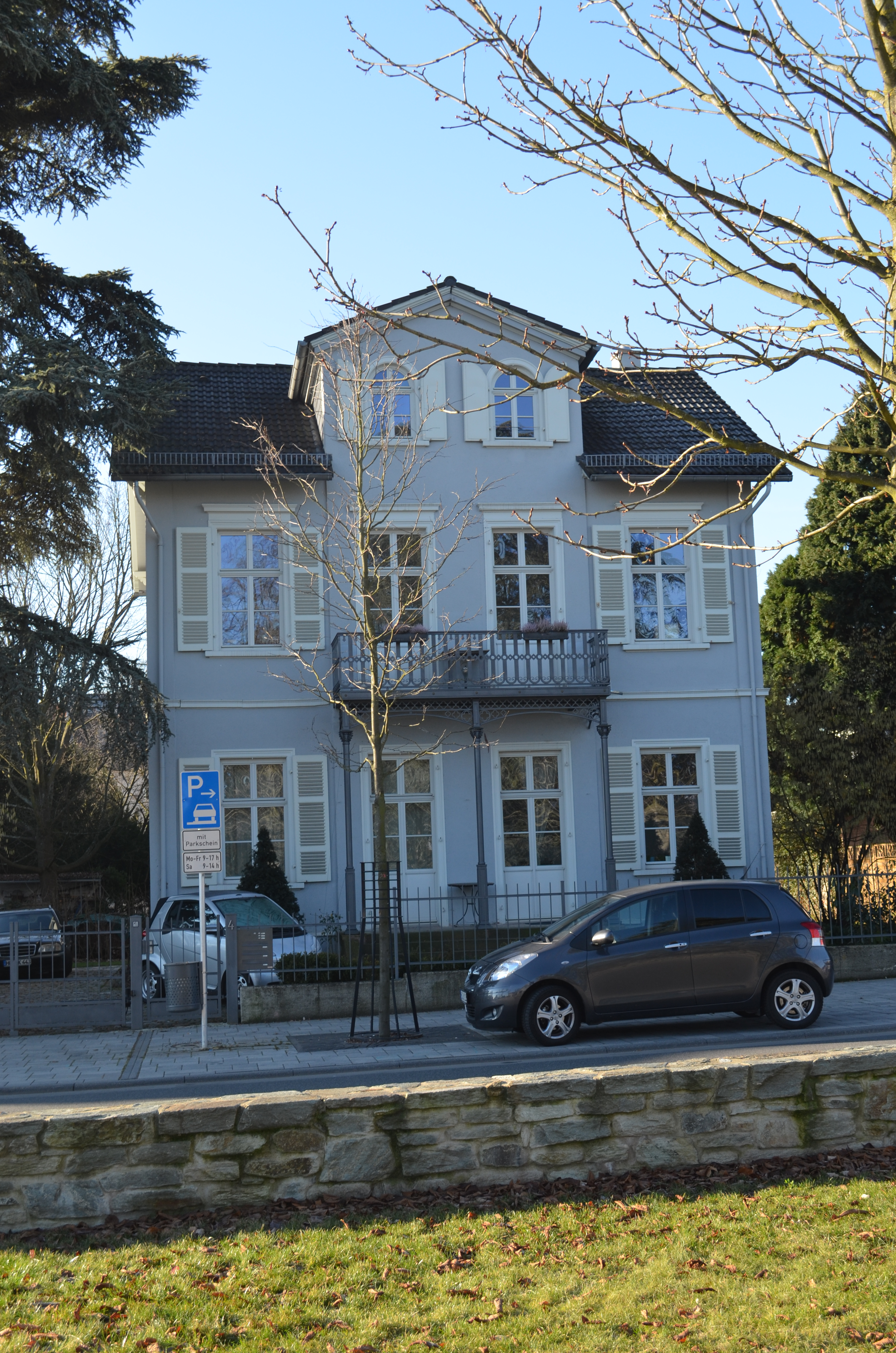
Adenauerallee 4
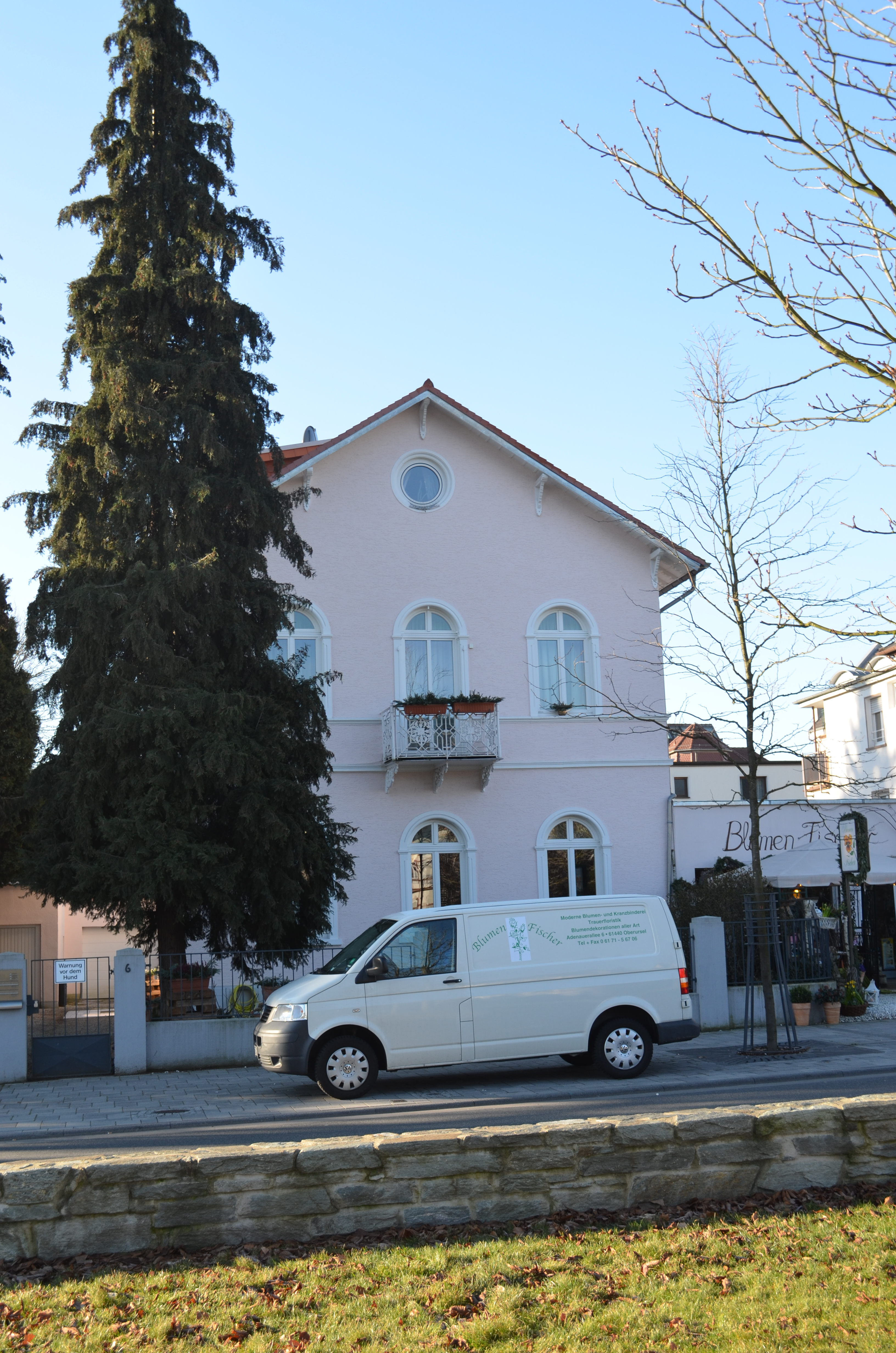
Adenauerallee 6
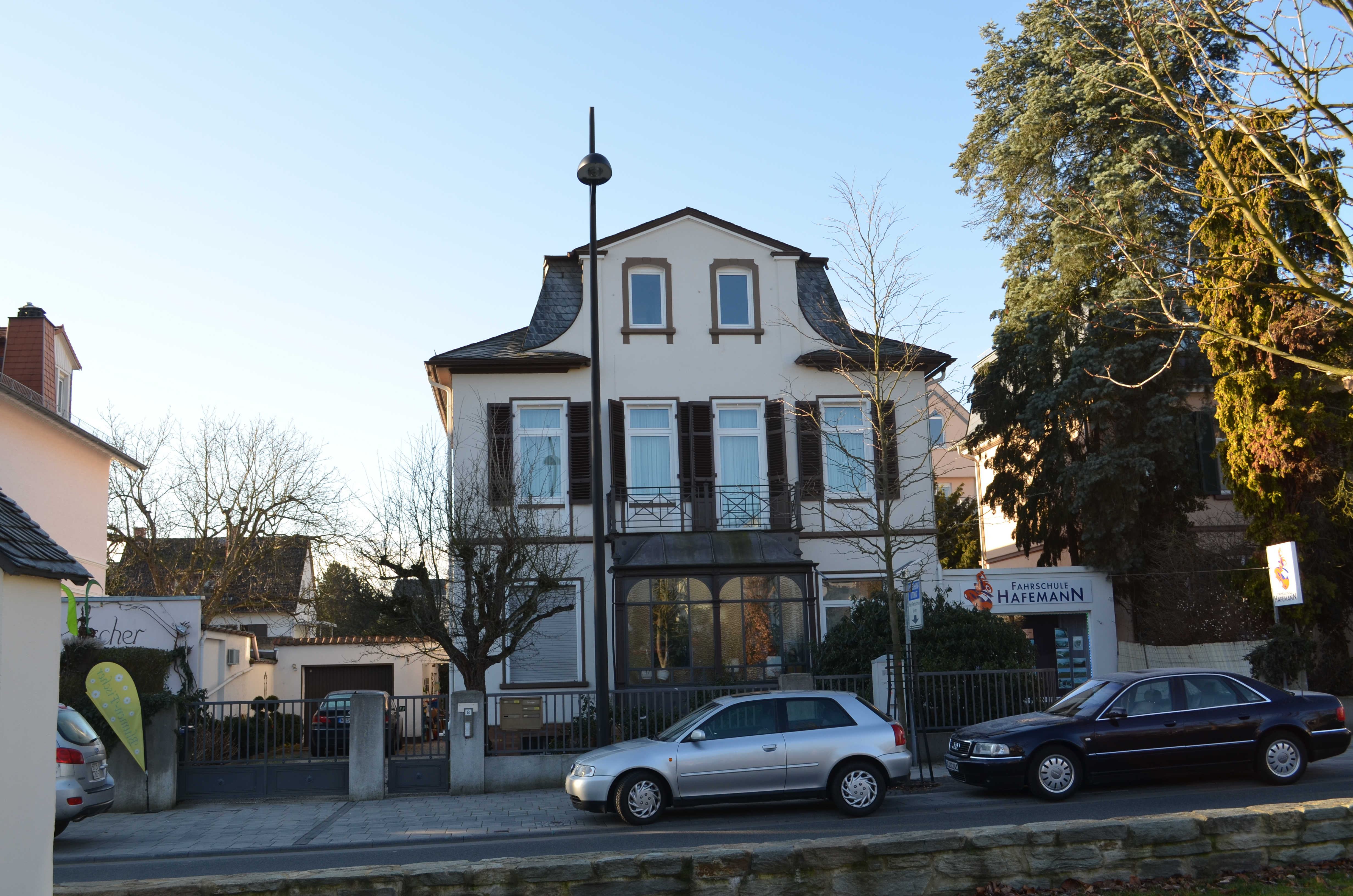
Adenauerallee 8
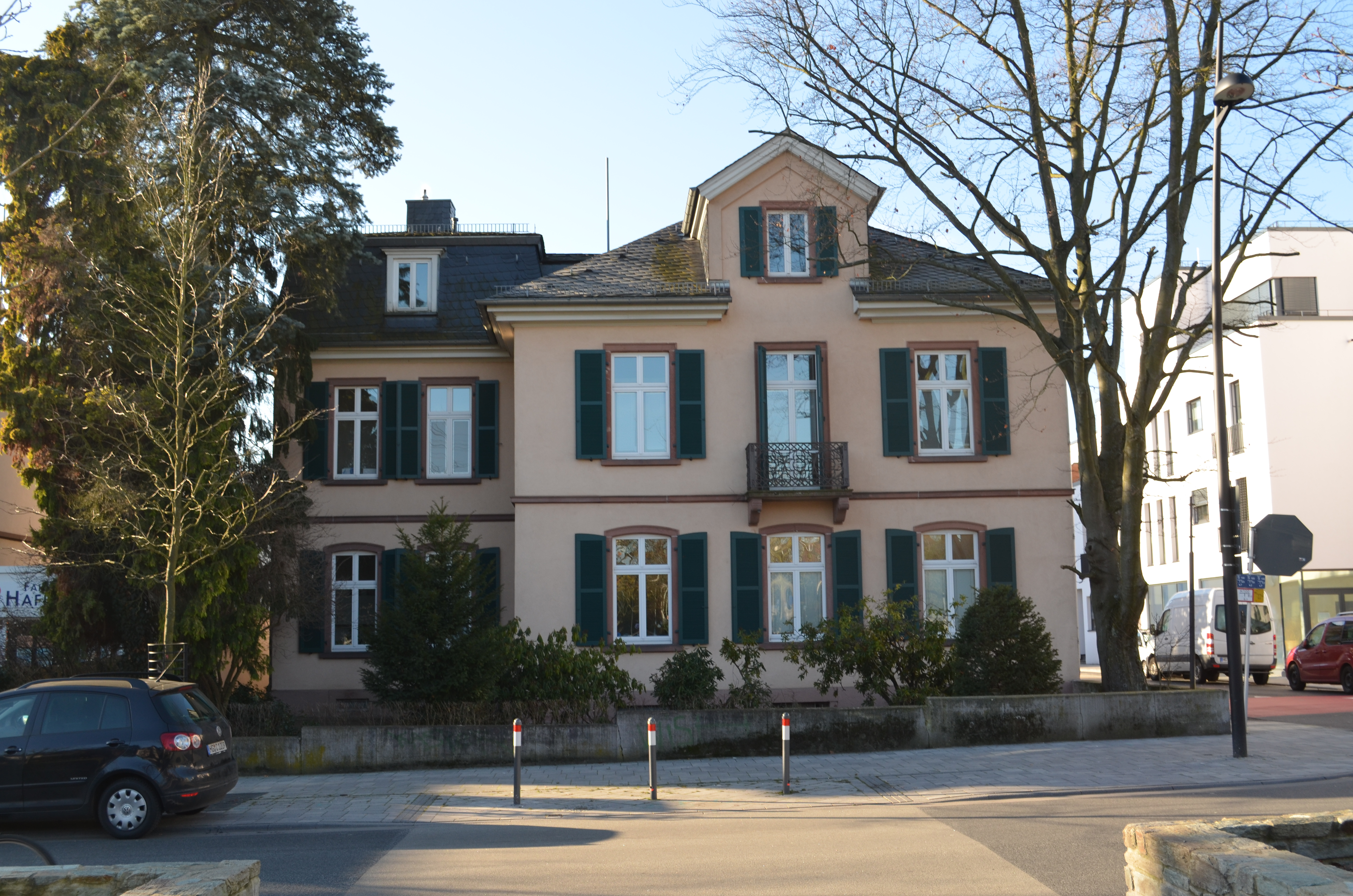
Adenauerallee 10

## Veranstaltungen
Die Adenauerallee wird regelmäßig für Veranstaltungen genutzt. So findet die Oberurseler Autoschau und der Flohmarkt in der Anlage statt. Beim Hessentag 2011 war die Adenauerallee Kern der Hessentagsstraße.